# Ossidazione chimica in situ
L'ossidazione chimica in situ è un processo di bonifica dei suoli contaminati attualmente considerato fra le tecnologie alternative ai trattamenti consolidati.

## Meccanismo
L'ossidazioni chimica in situ prevede il dosaggio di reagenti ossidanti quali perossido di idrogeno, persolfato di sodio e permanganato di potassio in terreni e sedimenti inquinati da composti organici biorefrattari quali idrocarburi pesanti e composti organo-alogenati.

## Applicazioni
Alcuni ricercatori hanno valutato l'efficacia di trattamenti di ossidazione con reattivo di Fenton nei confronti di sedimenti fluviali caratterizzati da significative concentrazioni di idrocarburi pesanti e IPA. Le prove sono state condotte in fase fangosa usando un rapporto solido:liquido pari a 1:10. Nei test sono stati dosati solfato ferroso e perossido di idrogeno in percentuale compresa tra 5 e 10% in peso; l'acidificazione della matrice è avvenuta dosando acido cloridrico, fosforico o acetico.
I risultati ottenuti hanno mostrato rese di rimozione degli idrocarburi comprese tra 80 e 95%, mentre le rese di rimozione degli IPA sono state del 50-60%.